# البركة (حماة)
البركة قرية تقع في سهل الغاب وتتبع ناحية الزيارة في منطقة السقيلبية في محافظة حماة في الجزء الغربي الأوسط من سوريا. بلغ عدد سكانها 295 نسمة في عام 2004 حسب تعداد المكتب المركزي للإحصاء.

## وصلات خارجية
- الوحدات الإدارية في محافظة حماة